# Dom Pedrito (ort)
Dom Pedrito är en ort i Brasilien.   Den ligger i kommunen Dom Pedrito och delstaten Rio Grande do Sul, i den södra delen av landet, 1 800 km söder om huvudstaden Brasília. Dom Pedrito ligger 144 meter över havet och antalet invånare är 36 911.
Terrängen runt Dom Pedrito är platt.
Trakten runt Dom Pedrito består i huvudsak av gräsmarker. Runt Dom Pedrito är det glesbefolkat, med 9 invånare per kvadratkilometer.